# Revolta musulmana d'Inhambane
La revolta musulmana d'Inhambane fou una rebel·lió dels musulmans de la badia d'Inhambane a Moçambic, amb el suport de la població local, contra els portuguesos, que limitaven el seu comerç.
El musulmans ja estaven establerts a la regió de la badia d'Inhambane, des de feia segles. Van impulsar el comerç, introduint també noves tècniques en la producció d'arròs, cocos, cítrics i petites manufactures. Es van barrejar amb les poblacions natives de l'interior i van adoptar les seves costums i l'establiment de la factoria portuguesa el 1534 en va reforçar la seva activitat comercial. Aquestes aportacions musulmanes i les de poblacions que van emigrar del sud, van original el modern poble tonga (vatonga), que no va adoptar la religió però es va barrejar amb els musulmans. Els portuguesos anomenaven a la comunitat musulmana com a lascarins i van assolir una part molt important del comerç (fins i tot van arribar a superar Sofala) que els privilegis comercials que els portuguesos els havien concedit foren revocats el 1686, però això no va anar seguit d'una substitució per comerciants portuguesos. El 1728 els portuguesos van començar a establir-se a la badia d'Inhambane que van dominar totalment el 1731.
L'intent portuguès de dominar el comerç després de l'establiment de la vila d'Inhambane el 1763, va provocar la revolta dels musulmans el 1775 amb el suport de la població local vatonga. Durant mesos es va mantenir tallat l'accés a la vila; l'arribada de forces militars des de l'illa de Moçambic, i el suport als portuguesos d'algun cap vatonga destacat, com Inhampata, va aconseguir posar fi a la revolta. Tretze anys després encara es patien les conseqüències amb confiscacions de terres i d'esclaus, que s'havien iniciat el 1778 però no s'havien pogut fer per l'oposició del cap vatonga Inhamússua, de l'altre costat de la badia (actual Maxixe) que va ajudar els musulmans.